# Charlotte Schulze (Juristin)
Charlotte Schulze (* 29. Mai 1953 in Heidelberg) ist eine deutsche Juristin. Sie lehrt Verwaltungsrecht und Kommunalrecht an der Hochschule Kehl.

## Leben
Schulze studierte 1972 bis 1978 Rechtswissenschaften an der Ruprecht-Karls-Universität Heidelberg und der Albert-Ludwigs-Universität Freiburg. Nach ihrem Referendariat beim Landgericht Karlsruhe, beim Landratsamt Karlsruhe und beim Regierungspräsidium Karlsruhe war sie 1980 bis 1993 bei der Innenverwaltung des Landes Baden-Württemberg tätig. Seit 1993 lehrt Schulze an der Hochschule Kehl, unterbrochen von einem mehrjährigen Intermezzo als Geschäftsführerin der Heidelberger Wirtschaftsentwicklungsgesellschaft und Geschäftsführerin der Stiftung Jugend und Wissenschaft Heidelberg ab 2002.